# Billy-Montigny

Billy-Montigny is een gemeente in het Franse departement Pas-de-Calais (regio Hauts-de-France). De gemeente maakt deel uit van het arrondissement Lens. Billy-Montigny telde op 1 januari 2022 8.027 inwoners. 

## Geschiedenis
Een oude vermelding als Billy dateert al uit de 11de eeuw. De volgende eeuwen werd de plaats onder meer vermeld als Billy-vers-Hénin (naar het nabijgelegen Hénin) en Billy-en-Gohelle (naar de Gohelle). Op het eind van het ancien régime werd Billy-Montigny een gemeente.
De plaats ligt in het steenkoolbekken van Nord-Pas-de-Calais en vanaf de tweede helft van de 19de eeuw werd ook hier steenkool ontgonnen. In 1856 opende mijnschacht nr. 2 van de Compagnie des mines de Courrières, en op het eind van de 19de eeuw mijnschacht nr. 10-20. De mijnramp van Courrières op 10 maart 1906 maakte ook hier slachtoffers. Van de 1099 dodelijk slachtoffers woonden 114 mijnwerkers in Billy-Montigny. De mijnindustrie zorgde voor een snelle groei en verstedelijking van de gemeente. In het midden van de 19de eeuw telde de gemeente nog geen 400 inwoners, maar tegen het eind van de eeuw meer dan 3000 en begin jaren 1930 zo'n 10.000 inwoners.

## Geografie
De oppervlakte van Billy-Montigny bedroeg op 1 januari 2022 2,71 vierkante kilometer; de bevolkingsdichtheid was toen 2.962 inwoners per km².

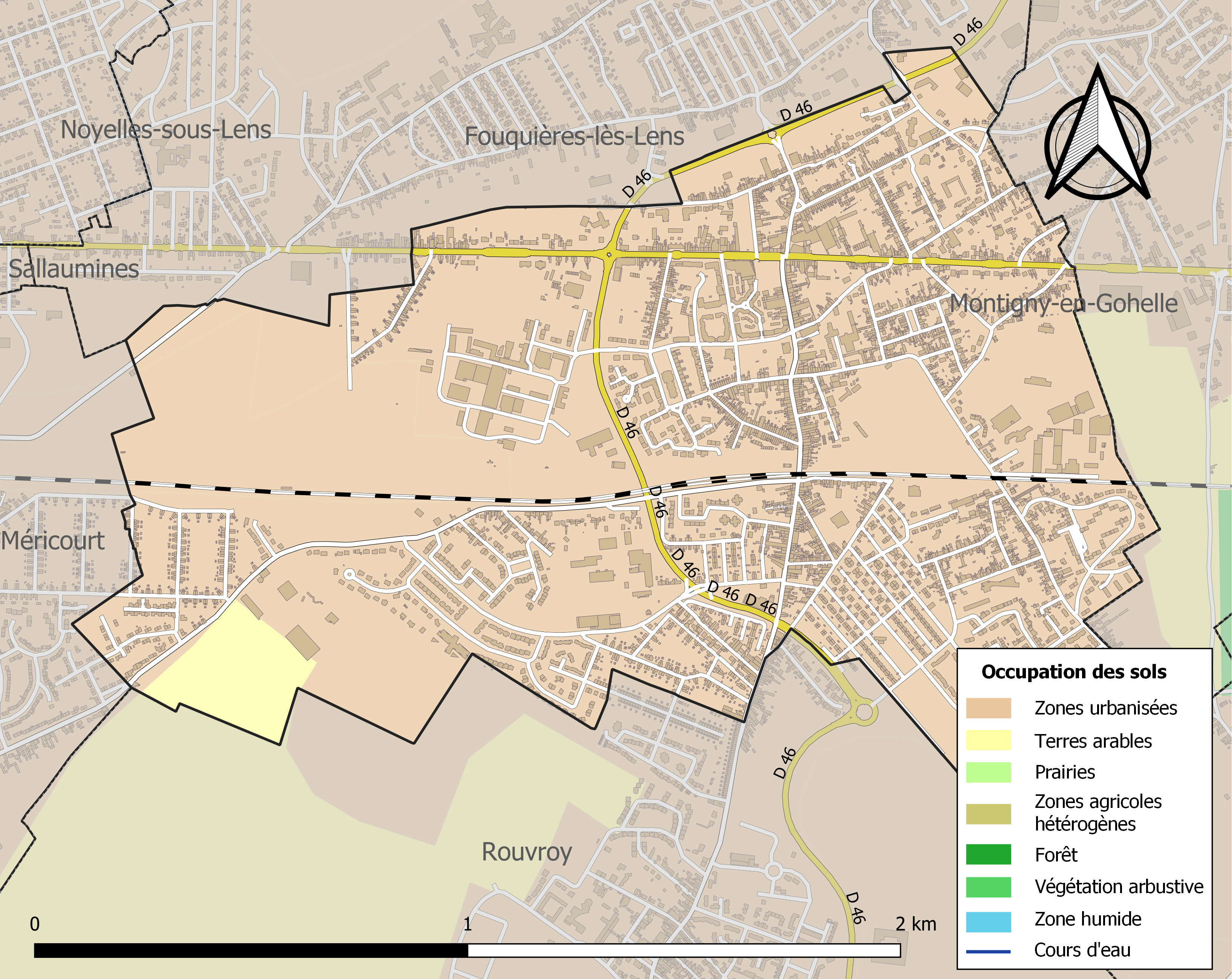
Kaart van de gemeente met belangrijkste infrastructuur, bodemgebruik en omliggende gemeenten

## Demografie
Onderstaande figuur toont het verloop van het inwonertal (bron: INSEE-tellingen).

## Bezienswaardigheden
- De Église Saint-Martin.

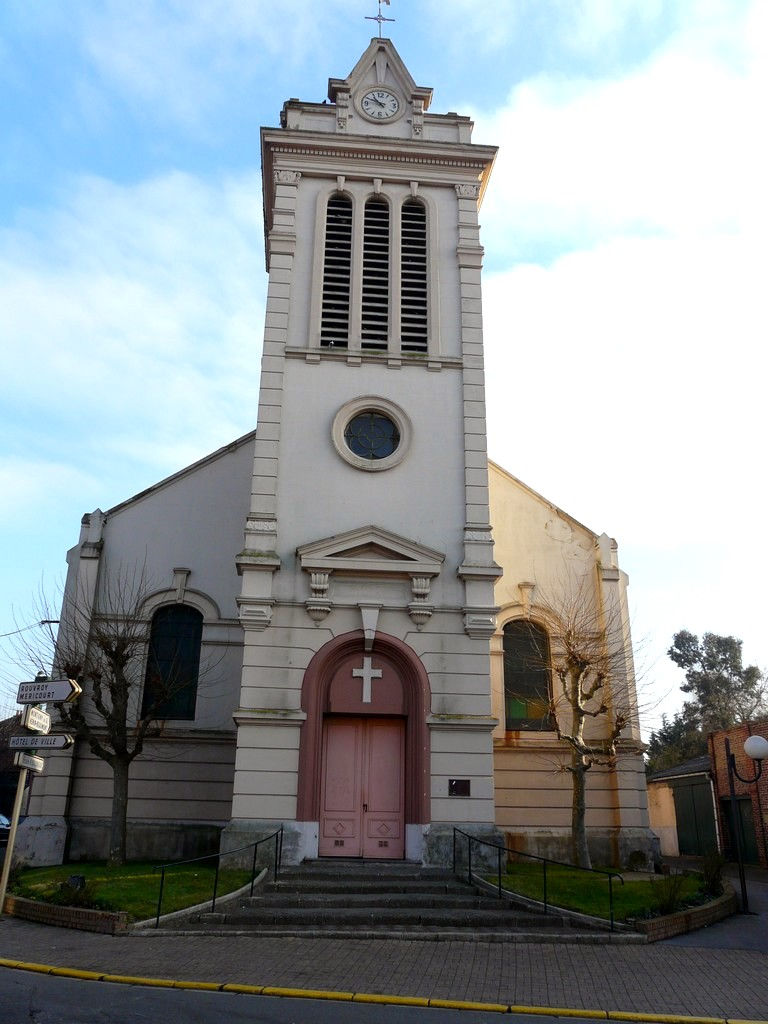
Église Saint-Martin

- Het Deutscher Soldatenfriedhof Billy-Montigny, een Duitse militaire begraafplaats uit de Eerste Wereldoorlog met meer dan 2500 gesneuvelden.
- Op de gemeentelijke begraafplaats van Billy-Montigny bevinden zich zes Britse oorlogsgraven uit beide wereldoorlogen.

## Verkeer en vervoer
In de gemeente staat het spoorwegstation Billy-Montigny. Door Billy-Montigny loopt de oude weg tussen Lens en Douai.

## Geboren
- Georges Lech (2 juni 1945), voetballer

## Overleden
- Antoon De Candt (1939-1966), Belgisch kleinkunstenaar